# Abel De Los Santos
Abel De Los Santos Mejia (né le 21 novembre 1992 à Puerto Plata en République dominicaine) est un lanceur de relève droitier de la Ligue majeure de baseball.

## Carrière
Abel De Los Santos commence sa carrière professionnelle en 2010 avec un club de ligue mineure affilié aux Rangers du Texas.
Le 12 décembre 2014, après 5 saisons en ligues mineures avec des clubs affiliés aux Rangers, ceux-ci l'échangent  aux Nationals de Washington avec le joueur de deuxième but Chris Bostick, en retour du lanceur gaucher Ross Detwiler.
De Los Santos, un lanceur de relève, fait ses débuts dans le baseball majeur avec Washington le 21 juillet 2015 dans une victoire de 7-2 des Nationals sur les Mets de New York. Entré dans le match en 9e manche avec deux coureurs sur les buts, il les remplit en accordant un but-sur-balles au premier frappeur adverse, Lucas Duda, mais retire les deux suivants pour mettre fin au match sur un retrait sur des prises de John Mayberry.